# En rundresa i världsrymden
En rundresa i världsrymden (franska: Le Voyage à travers l'impossible) är en fransk kortfilm från 1904 i regi av Georges Méliès. Filmen är baserad på pjäsen Le Voyage à travers l'impossible av Adolphe d'Ennery och Jules Verne.

## Handling

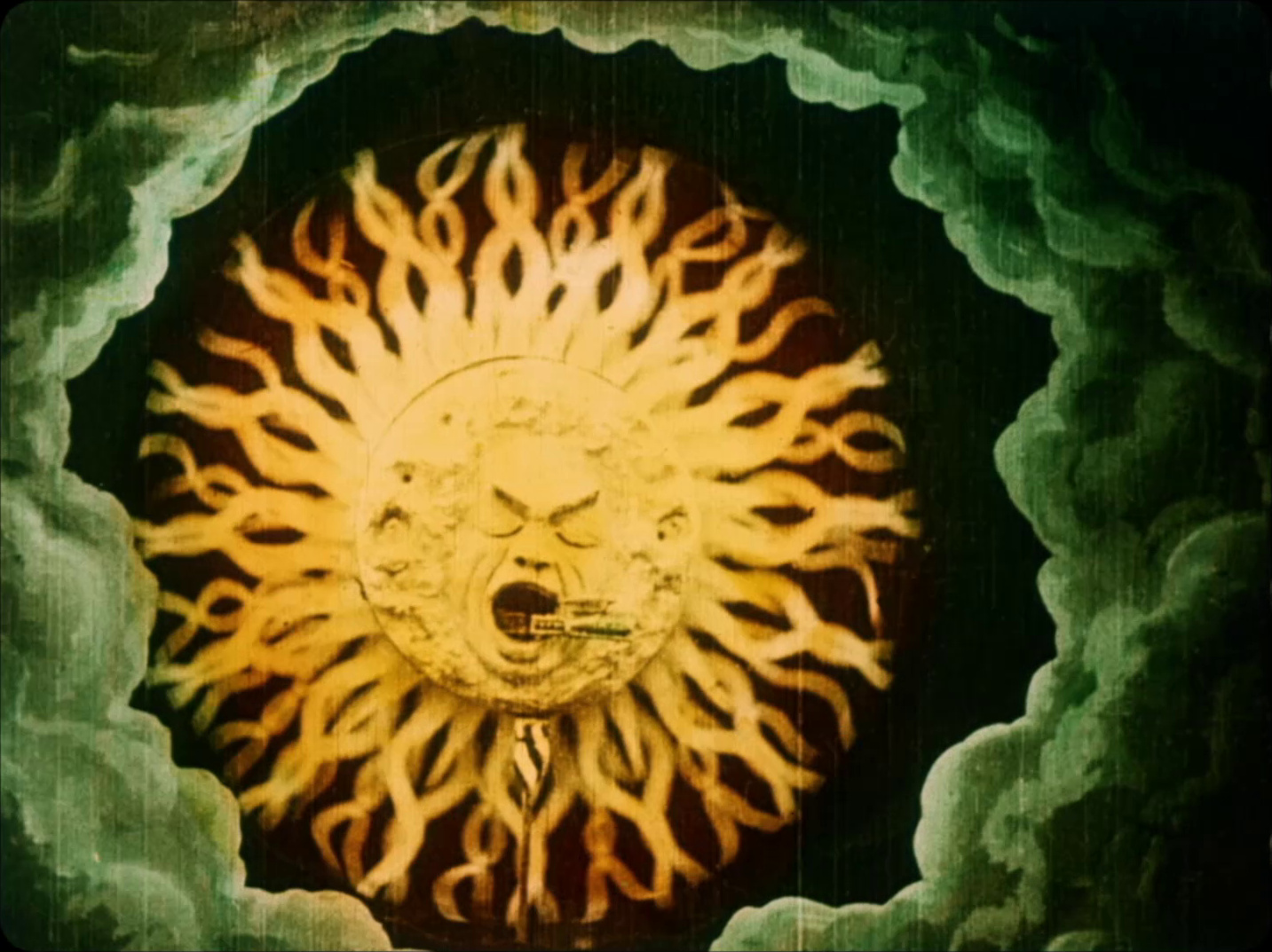
Solen som man färdas till i filmen.

Professor Mabouloff ("maboul" är franska för en galen person, en excentriker) försöker resa jorden runt med ett otal konstiga kreationer, bland annat en ubåt, en bil och en järnvägsvagn fylld med is. Maskinerna lastas på ett tåg och skickas till de schweiziska alperna där resan ska börja. Först färdas de med en bil genom alperna tills bilen kraschar. Efter att ha återhämtat sig från kraschen tar de åter tåget till bergstoppen. Med ballonger fästa vid tåget färdas de högre och högre till dess att de sväljs av solen. De är lyckliga att vara vid liv, men det blir snabbt väldigt varmt. Alla utom en av resesällskapet lastas in i en islåda, men de fryser snart ihop därinne. Den återstående mannen smälter isen och flyttar folk in i ubåten. Ubåten flyger iväg från solen och landar i havet. Ett problem med ångpannan får ubåten att explodera och alla passagerarna flyger upp på land.

## Rollista
| Georges Méliès  | – professor Mabouloff              |
| Fernande Albany | – Madame Latrouille                |
| May de Lavergne | – en sjuksköterska                 |
| Jeanne d'Alcy   | – en bondkvinna i slutet av filmen |